# BYD Seal DM-i
BYD Seal DM-i — компактный представительский седан китайской компании BYD. Впервые был представлен на автосалоне в Шанхае в апреле 2023 года.

## Описание
Изначально BYD Seal DM-i назывался Destroyer 07 и планировался как третий продукт модельного ряда Warship Series. Однако планы были изменены в июле 2023 года и вместо этого автомобиль получил название Seal DM-i. В то же время производитель представил официальные фотографии пассажирского салона, который имеет дизайн, идентичный другим моделям китайской компании. Центральным элементом приборной панели является 15,6-дюймовый сенсорный экран мультимедийной системы.
Стилистический дизайн Вольфганга Эггера был сохранён в эстетике следующего поколения, аналогичной полностью электрическому Seal. Seal DM-i отличается, среди прочего, «мускулистыми» колёсными арками, тонкой линией крыши и фарами в форме бумеранга. Задние фонари приняли форму капель воды, доминируя над полосой в композиции с хромированной полосой.
Seal DM-i был создан, в основном, для китайского рынка, позиционируясь как более дешёвая альтернатива родственным моделям Han. Старт продаж начался 6 сентября.

## Технические характеристики
В отличие от полностью электрического Seal, Seal DM-i является гибридным автомобилем с подключаемым модулем. Система привода внутреннего сгорания с электроприводом состоит из 1,5-литрового бензинового двигателя мощностью 130 л. с. в паре с электродвигателем, питающимся от аккумулятора «Blade Battery». Запас хода составляет 120—200 километров.

## Галерея

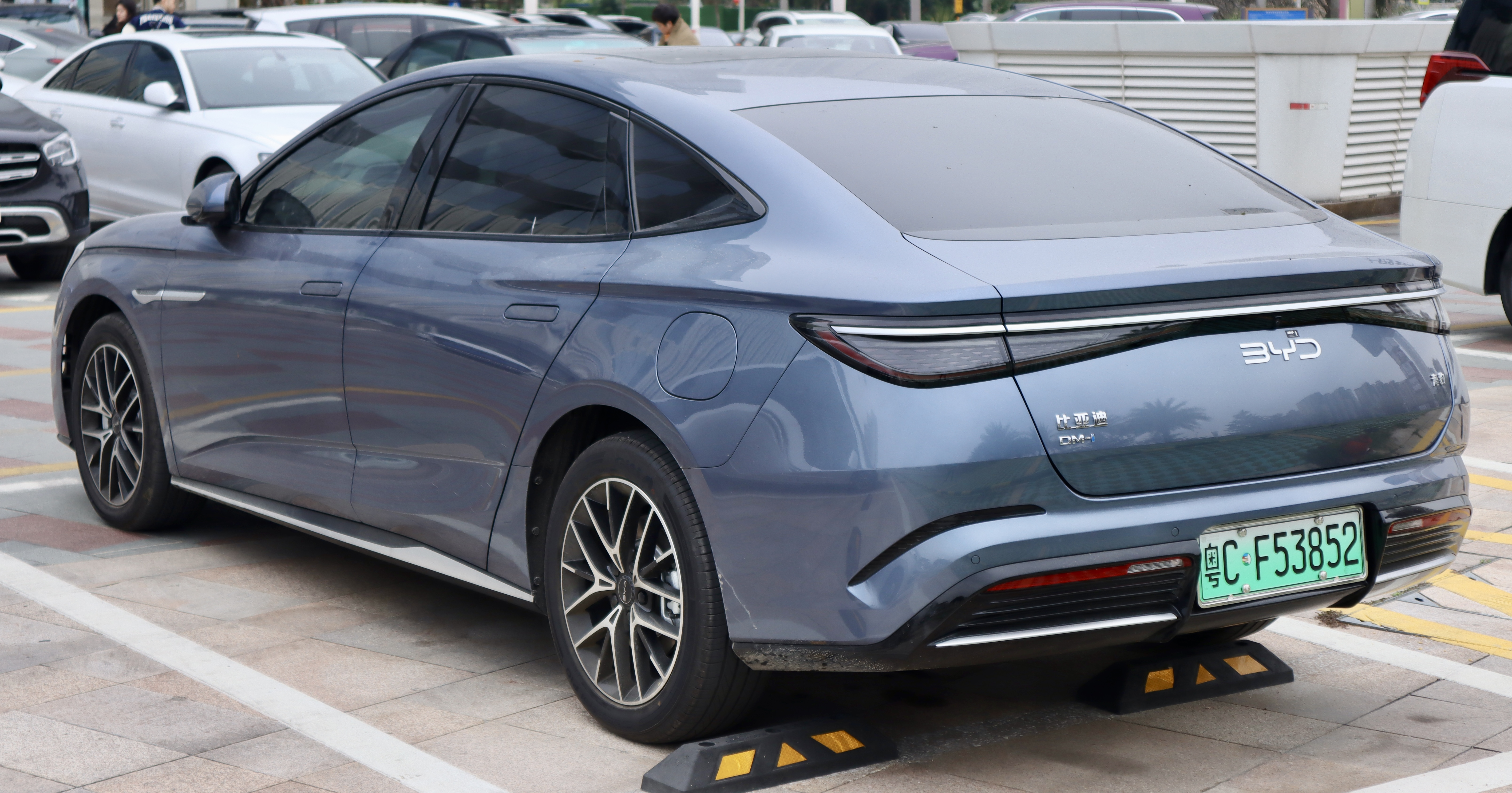
Вид сзади
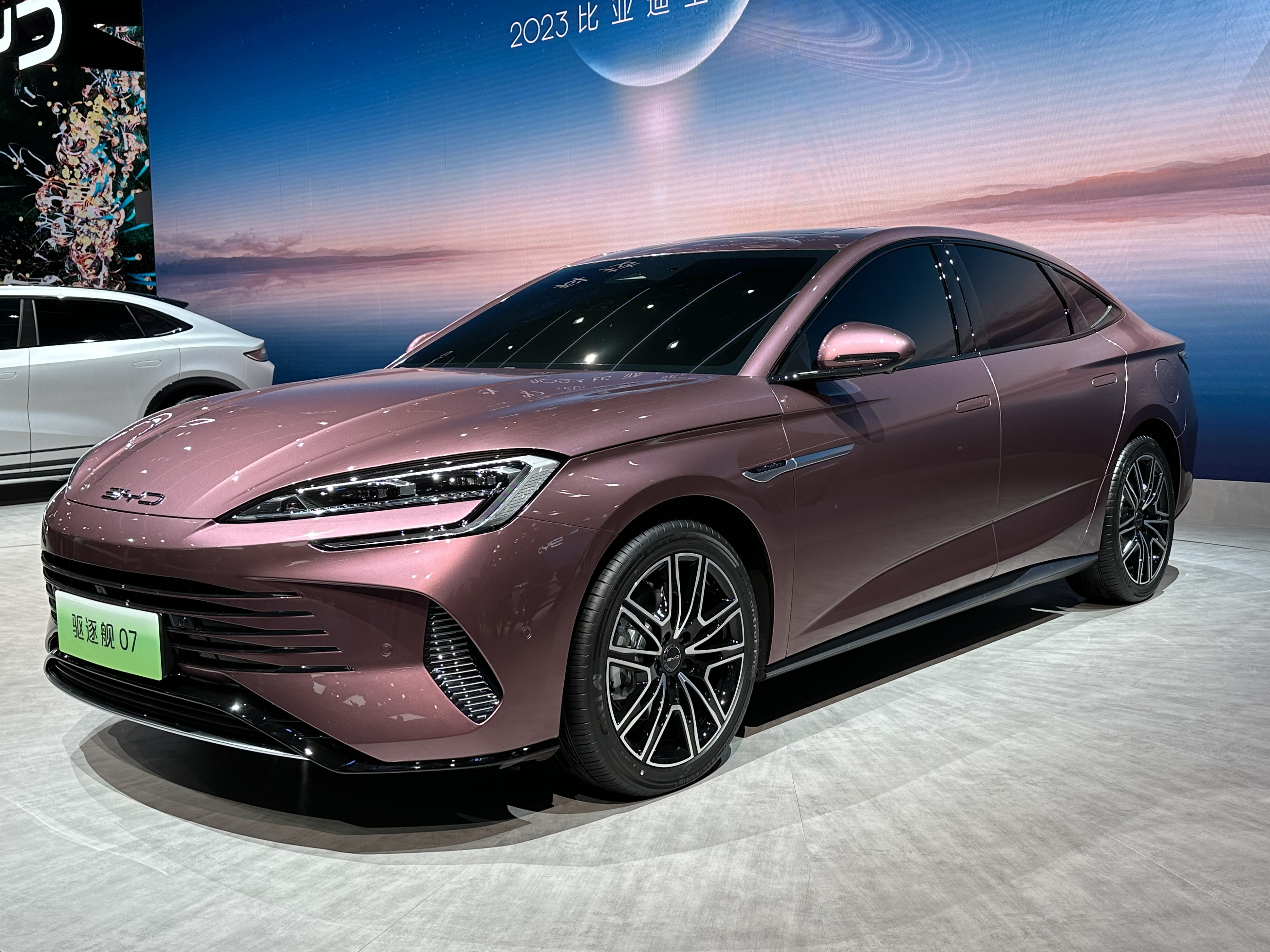
BYD Destroyer 07 на выставке в Шанхае